# Ednardo
Ednardo, nome artístico de José Ednardo Soares Costa Sousa (Fortaleza, 17 de abril de 1945) é um cantor e compositor brasileiro.
Criou entre outras, as canções Pavão Mysteriozo, "Enquanto Engomo as Calças", "Varal", "Artigo 26", "Terral", "Longarinas" e "A Manga Rosa".  suas músicas já foram gravadas por mais de 50 diferentes intérpretes e tocam em países como Portugal, Espanha, França, Itália, Holanda, Alemanha, Japão, Israel, Cuba, México, Argentina, Uruguai, comunidades Latino-Americanas dos Estados Unidos, entre outros. Possui mais de 400 músicas e letras, distribuídas em 15 discos originais, 16 discos de compilações, duas trilhas musicais para teatro, dois especiais para TV e quatro trilhas musicais de cinema. Atualmente possui projeção internacional, sendo suas músicas tocadas em vários países da América Latina, Europa e EUA. 
Foi ele o primeiro cantor a gravar a música "A Palo Seco", que também fez sucesso na voz de Belchior. 

## Biografia

### Carreira
Ednardo estuda piano com professores particulares dos dez aos 15 anos e aprende a tocar violão sozinho a partir dos 23. Gradua-se em Engenharia Química pela Universidade Federal do Ceará.
Ednardo iniciou a carreira musical em Fortaleza, no início da década de 1970, juntamente com outros artistas conterrâneos, como Fausto Nilo, Augusto Pontes, Fagner, Belchior e Amelinha. Assim, a crítica musical da época produziu o termo Pessoal do Ceará para tratar de um grupo grande e diversificado de artistas do Ceará.  Já no início da carreira, venceu o Festival Nordestino da Música Brasileira, momento a partir do qual passou a ter maior projeção na cena musical cearense.
Em 1973, participa do disco Meu Corpo Minha Embalagem Todo Gasto Na Viagem – Pessoal do Ceará, com Rodger Rogério e Teti.
Em 1976, “Pavão Mysteriozo” lançado dois anos antes no disco O Romance do Pavão Mysterioso virou hit, ao virar tema de abertura da novela Saramandaia, da Rede Globo. Neste mesmo ano, Ednardo lançou o segundo álbum, Berro, no embalo do sucesso de Pavão Mysteriozo. Esse disco contém a música "Passeio público", composição dedicada por Ednardo à ativista política Bárbara Pereira de Alencar, pioneira revolucionária do Ceará.
Em 1977, dirigiu e produziu o filme Cauim, um misto de documentário e ficção sobre o maracatu cearense. Este trabalho deu nome ao seu disco lançado no ano seguinte.
Ednardo teve importante papel no cenário musical cearense, com grande contribuição para a promoção da cultura, música e artistas do Ceará. Em 1979, em plena Ditadura Militar, foi protagonista do movimento Massafeira Livre, que reuniu vários artistas cearenses, inclusive o poeta sertanejo Patativa do Assaré, no Teatro José de Alencar, onde foi gravado o disco homônimo.
No ano seguinte, o grupo, formado por mais de 80 pessoas, seguiu para o Rio de Janeiro para gravar, em estúdio, obras que marcaram o festival, dando origem ao álbum duplo Massafeira, com direção artística, de produção e estúdio de Ednardo.
Em 2020, ficou internado por 40 dias, devido a uma infecção.
Em 2021, foi um dos nomeados para receber a 4ª Medalha Iracema.
Em 2022, lançou o álbum Sarau vox 72, gravação inédita feita pelo cearense em 19 de maio de 1972, em Fortaleza.

### Vida pessoal
Ednardo é pai da atriz Joana Limaverde.

## Discografia

### Álbuns
- 1974 - O Romance do Pavão Mysteriozo
- 1976 - Berro
- 1977 - O Azul e o Encarnado
- 1979 - Ednardo
- 1980 - Ímã
- 1982 - Terra da Luz
- 1983 - Ednardo
- 1985 - Libertree
- 2000 - Única Pessoa
- 2002 - Pessoal do Ceará
- 2015 - Ednardo: 40 Anos de Canção